# Långvattnet (Dals-Eds socken, Dalsland, 654292-127710)
Långvattnet är en sjö i Dals-Eds kommun i Dalsland och ingår i Göta älvs huvudavrinningsområde.